# ض
ض (arabsky ﻋﻴﻦ, ḍād, výslovnost: ḍ, IPA: dˤ, persky ضاد, zâd, výslovnost: z, IPA: z) je arabské písmeno. Písmeno se může v textu nacházet ve čtyřech podobách, podle toho, v které části slova se nachází:
| samostatné | na konci slova | na začátku slova | uprostřed slova |
| ---------- | -------------- | ---------------- | --------------- |
| ض          | ﺾ              | ﻀ                | ﺿ               |

V hebrejštině písmenu ض odpovídá písmeno ט, v syrštině písmeno ܛ.